# 5-ös busz (Tata)
A tatai 5-ös jelzésű autóbusz a Fellner Jakab utca és a Tóvároskert, vasúti megállóhely között közlekedik körjáratként. A járat a nyári tanszünetben módosított menetrend szerint közlekedik. A viszonylatot a MÁV Személyszállítási Zrt. üzemelteti.

## Története
A 2019-es szolgáltatóváltás előtt is ugyanezen az útvonalon közlekedett az 5-ös jelzésű autóbusz, de akkor más betétjárata volt, 5A jelzéssel, ami csak az Autóbusz-állomás-tól/-ig közlekedett. A szolgáltatóváltás után az 5A viszonylatot megszüntették és egy új betétjáratot kapott 5T jelzéssel, ami az ipari park érintésével közlekedik.
2025. június 21-étől augusztus 31-ig érvényes nyári menetrendben visszahozták a megszüntetett 5A buszt.

## Útvonala
| Fellner Jakab utca → Kertváros → Fellner Jakab utca |
| --- |
| Fellner Jakab utca – Fellner Jakab utca – Kocsi utca – Kossuth tér – Komáromi utca – Május 1. út – Ady Endre utca – Vértesszőlősi út – – Erkel Ferenc utca – Deák Ferenc utca – Gábor Áron utca – Székely Bertalan utca – Baji út – Ady Endre utca – Május 1. út – Komáromi utca – Kossuth tér – Kocsi utca – Fellner Jakab utca – Fellner Jakab utca |

## Megállóhelyei
Az átszállási kapcsolatoknál a 2025 június 21-étől augusztus 31-ig érvényes nyári menetrend szerint vannak feltüntetve.
| 0  | Fellner Jakab utca Végállomás  | 1, 1M, 1R, 1T, 2G, 5AF, 5FA, 5T, 7, 8, 9, 9M |
| 1  | Környei út                     | 1, 1M, 1R, 1T, 2G, 5AF, 5FA, 5T, 7, 8, 9, 9M 8402, 8472, 8574, 8587, 8594, 8736, 8740 1850 |
| 2  | Kossuth tér                    | 1, 1M, 1R, 1T, 2G, 5AF, 5FA, 5T, 7, 8, 9, 9M 8402, 8472, 8574, 8587, 8594, 8736, 8740 1850 |
| 4  | Május 1. út                    | 1, 1M, 1R, 1T, 2G, 5AF, 5FA, 5T, 7, 8, 9, 9M 8465, 8466, 8479, 8726, 8727 |
| 6  | Autóbusz-állomás (Május 1. út) | Helyben: 1, 1M, 1R, 1T, 2G, 5AF, 5FA, 5T, 7, 7A, 8, 9, 9M Autóbusz-állomáson: 3, 5A, 5AF, 5FA 804, 814, 8400, 8402, 8406, 8462, 8463, 8465, 8466, 8467, 8472, 8479, 8574, 8587, 8594, 8700, 8706, 8716, 8726, 8727, 8736, 8740 1824, 1841, 1850 |
| 8  | Városközpont                   | 1, 1M, 1R, 1T, 2G, 5A, 5AF, 5FA, 5T, 7, 7A, 8, 9, 9M 804, 814, 8400, 8406, 8462, 8463, 8465, 8466, 8467, 8472, 8700, 8706, 8716 1824, 1841 |
| 10 | Kristály Szálló                | 5A, 5AF, 5FA, 5T 804, 814, 8400, 8462, 8463, 8465, 8466, 8467, 8472, 8479, 8716 1824, 1841, 1850 |
| 11 | Deák Ferenc utca               | 5A, 5AF, 5FA, 5T 804, 8400, 8462, 8463, 8465, 8466, 8467, 8472, 8479 1841 |
| 12 | Öveges József utca             | 5A, 5AF, 5FA, 5T 804, 8400, 8462, 8463, 8465, 8466, 8467, 8472 1841 |
| 13 | Erkel Ferenc utca              | 5A, 5AF, 5FA, 5T |
| 15 | Deák Ferenc utca 40.           | 5A, 5AF, 5FA, 5T |
| 16 | Deák Ferenc utca 22.           | 5A, 5AF, 5FA, 5T |
| 17 | Tóvároskert vasúti megállóhely | 5A, 5AF, 5FA, 5T 8716 S10 G10 |
| 18 | Edzőtábor                      | 5A, 5AF, 5FA, 5T 8716 |
| 19 | Tóvároskert, baji elágazás     | 5A, 5AF, 5FA, 5T 8716 |
| 20 | Kristály Szálló                | 5A, 5AF, 5FA, 5T 804, 814, 8400, 8462, 8463, 8465, 8466, 8467, 8472, 8479, 8716 1824, 1841, 1850 |
| 22 | Városközpont                   | 1, 1M, 1R, 1T, 2G, 5A, 5AF, 5FA, 5T, 7, 7A, 8, 9, 9M 804, 814, 8400, 8406, 8462, 8463, 8465, 8466, 8467, 8472, 8700, 8706, 8716 1824, 1841 |
| 24 | Autóbusz-állomás (Május 1. út) | Helyben: 1, 1M, 1R, 1T, 2G, 5AF, 5FA, 5T, 7, 7A, 8, 9, 9M Autóbusz-állomáson: 3, 5A, 5AF, 5FA 804, 814, 8400, 8402, 8406, 8462, 8463, 8465, 8466, 8467, 8472, 8479, 8574, 8587, 8594, 8700, 8706, 8716, 8726, 8727, 8736, 8740 1824, 1841, 1850 |
| 26 | Május 1. út                    | 1, 1M, 1R, 1T, 2G, 5AF, 5FA, 5T, 7, 8, 9, 9M 8465, 8466, 8479, 8726, 8727 |
| 27 | Kossuth tér                    | 1, 1M, 1R, 1T, 2G, 5AF, 5FA, 5T, 7, 8, 9, 9M 8402, 8472, 8574, 8587, 8594, 8736, 8740 1850 |
| 28 | Környei út                     | 1, 1M, 1R, 1T, 2G, 5AF, 5FA, 5T, 7, 8, 9, 9M 8402, 8472, 8574, 8587, 8594, 8736, 8740 1850 |
| 30 | Fellner Jakab utca Végállomás  | 1, 1M, 1R, 1T, 2G, 5AF, 5FA, 5T, 7, 8, 9, 9M |

## Külső hivatkozások
- Vonalhálózati térképek. Volánbusz. (Hozzáférés: 2024. július 12.)
- Vonalhálózati térképek. MÁV-csoport. (Hozzáférés: 2025. január 29.)